# Tunstall (Lancashire)
Pour les articles homonymes, voir Tunstall.
Tunstall est un village et une paroisse civile du Lancashire, en Angleterre.